# Livađe
Livađe (Servisch cyrillisch Ливађе) is een plaats in de Servische gemeente Brus. De plaats telt 174 inwoners (2002).